# 東方三博士の礼拝 (フィリッピーノ・リッピ)
『東方三博士の礼拝』（とうほうさんはかせのれいはい、伊: Adorazione dei magi）は、イタリアのルネサンス期の巨匠、フィリッピーノ・リッピによる絵画です。署名がされ、制作年は1496年である。フィレンツェのウフィツィ美術館に収蔵されている。
本作は、1481年にレオナルド・ダ・ヴィンチに委託された同名の作品の代わりに、サン・ドナート・ア・スコーペト修道院のために描かれた。 1529年にカルロ・デ・メディチ枢機卿に購入され、1666年にウフィツィ美術館に入った。
フィリッピーノ・リッピは、特に作品の中央部分で、レオナルドの設定に従っている。その影響の多くは明らかに、同じくウフィツィ美術館にあるボッティチェッリの『東方三博士の礼拝』から受けている。そのことは、聖家族が中央下に描かれていること、そして両側の人物の配置から一目瞭然である。ボッティチェッリの作品と同様にフィリッピーノも、作品が制作された時期にサヴォナローラの共和国に執着していたメディチの分家の多数の人々を描写した。左側は、象限儀を持ってひざまずいている、20年前に亡くなったピエル・フランチェスコ・デ・メディチである。その後ろに立っているのは、ゴブレットを持っているピエル・フランチェスコの2人の息子ジョヴァンニと小姓が王冠を外しているロレンツォである。
作品の全体的な様式はフィリッピーノの晩年の様式であり、細部へのより大きなな関心と、外国の絵画の知識に影響された、形体に見られる神経質なリズム感が特徴である（背景の風景も同様である）。

## 関連作品
- 東方三博士の礼拝（レオナルド）
- 東方三博士の礼拝（ボッティチェッリ、1475年）